# Lycaena aetnaea
Lycaena aetnaea är en fjärilsart som beskrevs av Philipp Christoph Zeller 1847. Lycaena aetnaea ingår i släktet Lycaena och familjen juvelvingar. Inga underarter finns listade i Catalogue of Life.